# Сава Хомаре
Сава Хомаре  (яп. 澤 穂希, нар. 6 вересня 1978, Токіо, Японія) — японська футболістка, олімпійська медалістка.

## Виступи на Олімпіадах
| Олімпіада    | Дисципліна | Місце |
| ------------ | ---------- | ----- |
| Атланта 1996 | футбол     | 7     |
| Афіни 2004   | футбол     | 7     |
| Пекін 2008   | футбол     | 4     |
| Лондон 2012  | футбол     | 2     |